# Empilement compact de sphères identiques

Illustration de l'empilement hexagonal compact (à gauche) et CFC (à droite) de sphères identiques.

En géométrie, un empilement compact de sphères identiques est un cas particulier d'empilement compact appliqué à des sphères congruentes dans un arrangement régulier infini, ou réseau. Carl Friedrich Gauss a démontré que la compacité la plus élevée — c'est-à-dire la plus grande fraction d'espace pouvant être occupée par un empilement de sphères identiques — vaut dans ce cas {\displaystyle {\tfrac {\pi }{3{\sqrt {2}}}}} ≈ 0,74048.
La même densité d'empilement (en) peut être obtenue par des empilements alternés de sphères en plans compacts, y compris des structures apériodiques dans la direction d'empilement. La conjecture de Kepler stipule qu'il s'agit de la densité la plus élevée qui peut être obtenue par tout arrangement de sphères, régulier ou irrégulier. Cette conjecture a été démontrée par Thomas Hales,. La densité d'empilement compact de sphères identiques la plus élevée n'est connue que pour les dimensions 1, 2, 3, 8 et 24.

Les deux empilements compacts principaux.
Hexagonal compact.
Cubique à faces centrées.

De nombreuses structures cristallines reposent sur un empilement compact d'un seul type d'atome ou sur un empilement compact d'ions de grande taille avec des ions plus petits occupant les sites interstitiels entre les ions de grande taille. L'arrangement cubique à faces centrées (CFC) et l'arrangement hexagonal compact (HC) ont des énergies internes très semblables, de sorte qu'il peut être difficile de prédire en première approche laquelle de ces deux structures sera préférée.
| HC | CFC | CFC |
| --- | --- | --- |
| |     |     |
| L'arrangement hexagonal compact (HC) s'observe en fonction d'un plan triangulaire et fait alterner deux positions des sphères selon un arrangement d'orthobicoupole hexagonale dont les 12 sommets représentent la position des 12 sphères en contact avec la sphère centrale. L'arrangement cubique à faces centrées (CFC), en revanche, peut être observé selon deux plans différents, triangulaire ou carré, dans un cuboctaèdre. |     |     |

Dans un empilement compact de sphères identiques, chaque sphère est en contact avec 12 autres sphères. À chaque sphère est associé un site interstitiel octaédrique (entouré de six sphères) et deux sites interstitiels tétraédriques (entourés de quatre sphères) plus petits. La distance entre deux sites octaédriques vaut {\displaystyle {\sqrt {\tfrac {3}{2}}}} tandis que la distance entre deux sites tétraédriques vaut {\displaystyle {\sqrt {2}}}, lorsque le rayon des sphères vaut 1.

Sites interstitiels octaédriques (rouge) et tétraédriques (bleu).
Hexagonal compact.
Cubique à faces centrées.

## Plans A, B et C
Par rapport à une couche d'empilement compact hexagonal plan choisie arbitrairement comme référence et notée A, il existe deux manières de placer le plan compact hexagonal au-dessus du premier : le positionnement B et le positionnement C :

Plans B et C par rapport au plan A.

Comparaison entre empilements hexagonal compact (HCP, à droite) et hexagonal compact double (DHCP, à gauche). Le premier est constitué d'empilements AB AB AB AB contre ABAC ABAC pour le second.

L'empilement compact de sphères identiques atteint la densité maximum lorsque les plans A, B et C alternent sans répétition de plans adjacents, que ce soit selon une séquence périodique ou non. Certaines de ces séquences périodiques correspondent à des structures cristallines usuelles :
- AB AB AB AB correspond à une structure hexagonale compacte (HC, ou HCP en anglais), observée à l'état standard de deux métaux alcalino-terreux (Be et Mg), six lanthanides (Gd, Tb, Dy, Ho, Er et Tm), seize métaux de transition (Sc, Ti, Co, Y, Zr, Tc, Ru, Lu, Hf, Re, Os, Lr, Rf, Bh, Hs et Cn), trois métaux pauvres (Zn, Cd et Tl) et peut-être de Nh[4], ou encore à moins de 1 K sous au moins 2,5 MPa dans l'hélium solide α[5] ;
- ABAC ABAC correspond à une structure hexagonale compacte double (HCD, ou DHCP en anglais), typique des cinq premiers lanthanides (La, Ce, Pr, Nd et Pm) et des quatre actinides centraux (Am, Cm, Bk et Cf) ;
- ABC ABC ABC correspond à une structure cubique à faces centrées (CFC, ou FCC en anglais), observée à l'état standard de deux métaux alcalino-terreux (Ca et Sr), un lanthanide (Yb), six actinides (Ac, Th, Es, Fm, Md et No), neuf métaux de transition (Ni, Cu, Rh, Pd, Ag, Ir, Pt, Au et Mt), trois métaux pauvres (Al, Pb et At), six gaz nobles solides (He β, Ne, Ar, Kr, Xe et Rn), et peut-être Fl et Og.

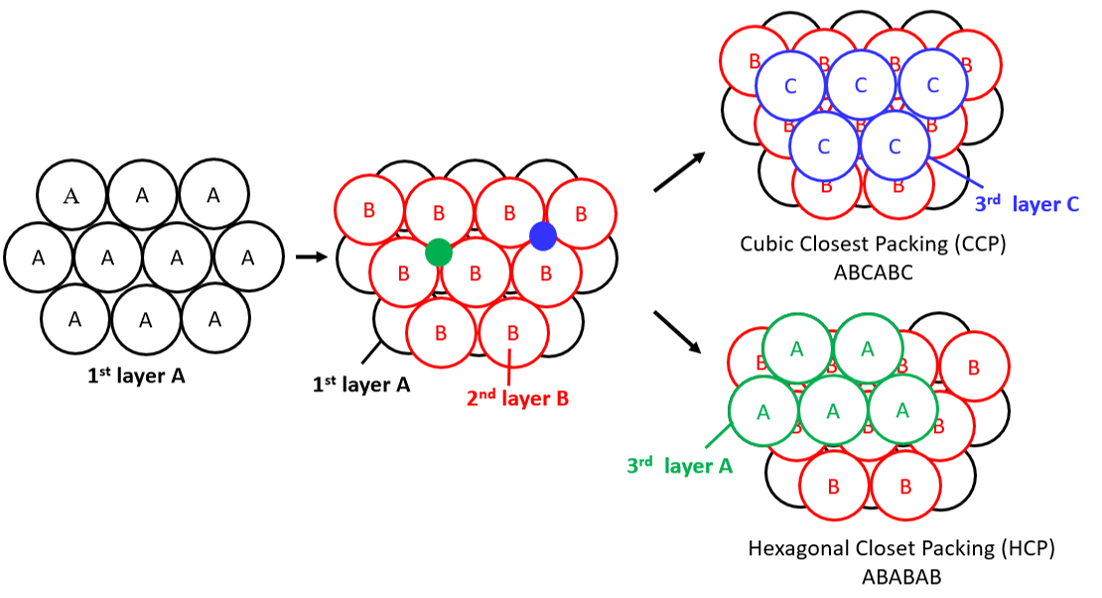
Illustration des empilements de couches A, B et C dans les structures CFC (CCP en haut) et hexagonale compacte (HCP en bas).

Il existe un nombre infini de séquences d'empilements apériodiques parfois appelées collectivement empilements de Barlow, du nom du géologue William Barlow.